# レベルE
『レベルE』（レベルイー、LEVEL E）は、冨樫義博による日本の漫画。

## 概要
山形県を舞台にオカルト的な要素の強い、宇宙人を題材としたSF漫画。地球にやって来たドグラ星のバカ王子が暇つぶしに起こす悪ふざけを軸とした物語がオムニバス形式で展開される。
『週刊少年ジャンプ』誌上において1995年42号から1997年3・4合併号まで掲載。『幽☆遊☆白書』に続く、作者3作目となる連載作品。「アシスタントを使わず一人で描いたらどうなるか」ということに挑戦した作品であるため、同誌としては異例の月1での連載となった。
タイトルは冨樫が当時見ていた映画『LEVEL4』をもじってつけたが、エイリアン（Alien）の頭文字をEだと勘違いしていたため「レベルE」と命名された。担当にそれを指摘された冨樫は「『E.T.』のEだ」と苦しくも弁解したと吐露している。
作中、山形県勢初のベスト8進出を熱望する高校野球ファンが登場する。これは1995年発表当時、山形県勢は高校野球では春夏通じてベスト8に入ったことがなく、新潟県勢と共に下位に甘んじていたため。
2011年にテレビ東京系列でアニメ化された。

## 構成
全16話からなる本作は、内容から8編に分けることができる。これらに正式な名称はついていないが、本稿では独自研究として便宜的に以下の様に呼ぶ。
1. バカ王子・地球襲来編：No.001 - 003、単行本1巻に収録。
2. 食人鬼編：No.004・005、1巻に収録。
3. 原色戦隊カラーレンジャー編：No.006 - 009、2巻収録。
4. マクバク族サキ王女・ムコ探し編：No.010・011、2・3巻に収録。
5. 高校野球地区予選編：No.012・013、3巻に収録。
6. 原色戦隊カラーレンジャー・人魚編：No.014、3巻に収録。
7. バカ王子・結婚編：No.015、3巻に収録。
8. バカ王・ハネムーン編：No.016、3巻に収録。

全ての作品が世界設定を共有しているものの基本的にはオムニバス形式であり、各編毎の繋がりは薄い。ただしシリーズとして関連性の高い話も存在し、以下に大別される（シリーズ名は便宜的に付けたものであり正式表記ではない）。
バカ王子シリーズ（「バカ王子・地球襲来編」、「バカ王子・結婚編」、「バカ王・ハネムーン編」）
狂言まわし的な役割をもつバカ王子が、特に中心に位置し、ストーリーに積極的に関るシリーズ。
カラーレンジャーシリーズ（「原色戦隊カラーレンジャー編」、「原色戦隊カラーレンジャー・人魚編」）
5人の小学生からなるカラーレンジャーを中心としたシリーズ。「原色戦隊カラーレンジャー編」はテレビゲーム『RPGツクール』をモチーフとしている。
その他（「食人鬼編」、「マクバク族サキ王女・ムコ探し編」、「高校野球地区予選編」）
他のシリーズとの関連性の低い物。ただし「高校野球地区予選編」は「バカ王子・地球襲来編」との関係がやや強い。

## あらすじ

### バカ王子・地球襲来編
高校進学に伴って、山形で一人暮らしを始めることになった筒井雪隆は、引っ越したその日に自分より先に自分の部屋で勝手に生活している自称宇宙人の男に出会う。追い出そうとする雪隆だが、男に言いくるめられ、結局彼を同居させた上、宇宙人であることも認めざるを得なくなってしまう。落ち着く間もなく雪隆の周りには、男をめぐって人間の宇宙人研究機関員、宇宙からやって来た男を王子と呼ぶ護衛達、さらには山形周辺を縄張りとする好戦的な宇宙戦闘民族ディスクン星人まで動き出し、風雲急を告げ始める。しかし、雪隆達の不安をよそに、当の本人は全く緊迫感無く悠々とショッピングを楽しんでいた。

### 食人鬼編
林間学校の途中、同級生が同じ学校の何者かに喰われるところを偶然目撃してしまった悪ガキ4人組は、次は自分達の番ではないかと怯え、自己防衛のために犯人探しを始めた。しかしその矢先、4人の内の1人が姿を消す。いよいよ切羽詰った彼らは、知り合いの怪しい人物に助けを求め、とあるつぶれかけの精神クリニックを紹介される。
この短編のみ王子が作中で描いた漫画（劇中劇、アニメ版では携帯のゲーム）となっている。

### 原色戦隊カラーレンジャー編
バカ王子が次の退屈しのぎに選んだのは、東京に住む5人の小学生。学校帰りの5人を自身の宇宙船へさらって来た王子は、半ば無理やり、変身ヒーロー原色戦隊カラーレンジャーへと改造してしまう。そんな王子の思惑に抵抗を続ける5人だったが、王子の悪巧みは着々と進んでいた。

### マクバク族サキ王女・ムコ探し編
常に宇宙を放浪しているマクバク族は、雌のみで構成され、繁殖期になると、女王が種族を代表して異種族の雄性体のひとりと交配し何万という子孫を残す。しかし交配された種は数世代以内に必ず絶滅する。そんなやっかいな種族が地球に目を付けやって来ることを知ったクラフトたち3人は、マクバク族王女のムコ探しを阻止するためにボディーガードとして同行、あれやこれやと邪魔する。そんなクラフトたちの妨害工作も空しく、王女は目当ての相手を見つけ、さらに相手も王女に一目惚れの相思相愛になってしまう。

### 高校野球地区予選編
夏の高校野球の山形県予選。あと一勝で甲子園という所まで進んだ雪隆たち如月高校野球部だったが、勝ち進むに従って突然部室の窓ガラスが割れるなどポルターガイスト現象が頻繁に起こるという問題も抱えていた。それについて様々な推測をしながらも、目の前に迫った甲子園への興奮もあり、それ程問題にもしなかった雪隆たちだが、県予選決勝の日、突然今までで最大の怪奇現象に見舞われる。雪隆達の応援に行く途中、偶然その怪異を目撃したディスクン星人のラファティの知らせで事件を知ったクラフト達は、救出方法を模索する。
いわゆるフーダニットの構成となっている。

### 原色戦隊カラーレンジャー・人魚編
ある企業の重役が尾の先が2つに分かれている宇宙人・ツインテールマーメイドを落札した。しかし彼は、マーメイドに嘘をついてしまい、彼女の舌により刺し殺される。彼女は密猟業者に解放を懇願するが、密猟業者達は約束を守る気など無く、彼女でさらに一儲けしようと企む。そんな頃、「原色戦隊カラーレンジャー」の1人・清水が父の仕事の都合で、アメリカに転校することになる。清水は寂しさを素直に表現できず強がって誤魔化そうとするも、他の仲間と喧嘩になってしまう。そんな清水と、傷つき倒れたマーメイドが出会う。

### バカ王子・結婚編
しばらく姿を見せていなかったバカ王子が突然、雪隆の部屋を訪れた。神妙な面持ちで、バカ王子は「人に追われているので、かくまって欲しい」と言う。話を聞いてみると、王子を追っているのは、王子の実弟にしてドグラ星の第2王子モハン=キ=エト・ドグラとバカ王子の許嫁ルナ=ミ=マド・マグラであると言う。彼らの目的は、バカ王子とルナの結婚。ドグラ星において王位継承権を持つ者は、満20歳までに王妃候補を選定して結婚の儀を執り行わないと王位継承権が次順の王子に移る。結婚したくないし面倒だから国王にもなりたくないバカ王子と、バカ王子を国王にしたくないクラフトらの利害が初めて一致し、協力して結婚阻止に乗り出す。

### バカ王子・ハネムーン編
歳月は流れ、バカ王子と雪隆が出会って10年近くが経過した。王子は結局ルナと結婚して新王に即位し、娘のカナも7歳になった。ドグラ星の新王朝がようやく軌道に乗ってきたため、バカ王とルナ王妃は遅めの新婚旅行に出かけた。しかし、運悪く革命商社クイーンツという武装テロ組織の一味に誘拐されてしまう。

## 登場人物

### ドグラ星人・マグラ星人
バカ王子の故郷であるドグラ星とその衛星であるマグラ星の人間。ドグラ星とマグラ星の間には古くからの支配従属的な因習が残っており、マグラ星の無血革命での解放を目指すマグラ同盟という結社が存在する。名前の由来は夢野久作の小説「ドグラ・マグラ」から。
バカ王子（バカ＝キ＝エル・ドグラ）
声 - 浪川大輔 / 子供時代 - 高倉有加
本作の主人公でドグラ星第1王子。全宇宙規模の会議へと参加するための移動中に地球に飛来。宇宙一とも称される天才的な頭脳を持つが、同時にその性格の悪さも比類なきものであり、人が真剣に悩んだり苦しんだりする姿を見るのが趣味で、「民衆の支持を下げずにいかに苦しめるか」といった意地悪にばかり能力を浪費している。自分が楽しむためには他人の迷惑など一切考えないが、生命には一切の危険が及ばないように配慮はしている(むしろ生命に危険があるほうが本人も楽しめる時間が減る)。多くの人や物を巻き込んでスケールの大きい悪戯を決行する割には、うかつなところがあり、それが原因で事態が思わぬ方向に進むことも。かなりの日本びいき。
作中では一貫して「バカ王子」と呼ばれていたが、最終巻でそれが本名だったことが明らかになる。「原色戦隊カラーレンジャー・人魚編」以外の全編に登場し、ほぼ全てのエピソードで重要な役を担う。
クラフト隊長
声 - 子安武人
ドグラ星王立護衛軍隊隊長で、王子護衛歴10年。生真面目そのものの実直な性格で、王子の悪巧みに対しいつも真っ向から諫言するが、そのために王子にオモチャにされ様々な嫌がらせを受けており、キレやすくなっている。王子に反撃を度々狙っているが、部下2人からは「悪人になれない」と評されている。ジンクスを気にするタイプ。「原色戦隊カラーレンジャー・人魚編」以外の全編に登場。
サド隊員
声 - 高塚正也
王子護衛歴5年。冷静で理知的な性格。生態学者でもあるため、異星人の生態などの説明役を担うことが多い。ドグラ王・王妃への忠誠心から護衛を続けており、王子の性格の悪さについてはもはや諦めている模様。王子の奇行やいたずらで奈落の底に沈むクラフト隊長を慰め励ますという重要任務も担う。「原色戦隊カラーレンジャー・人魚編」以外の全編に登場。
コリン隊員
声 - 朝比奈拓見
王子護衛歴1年。他の2人に比べると常識人で、その分影が薄い。ミーハーなところがあり、密かにある計画に加担していた。「原色戦隊カラーレンジャー・人魚編」以外の全編に登場。
モハン＝キ＝エト・ドグラ
声 - 日野聡
バカ王子の弟でドグラ星第2王子。兄と違って一本気で実直、民の信望も厚く、兄と違った意味での行動力も兼ね備えており、模範的指導者の様相を見せるが、どこか非常識な部分もある。兄を含めて国民のほとんどが彼に王になって欲しいと思っているが、本人は自分の役目は王となる兄を支えることと信じて疑わない。「バカ王子・結婚編」に登場。
ルナ＝ミ＝マド・マグラ
声 - 中川翔子
マグラ星の第1王女。生まれる前からバカ王子の許嫁として運命付けられており、そのことを至上の喜びと考えている。結婚を避けようとしたバカ王子を相手に頭脳戦で完全勝利を収め、結婚に持ちこんだ。描かれている限りバカ王子との頭脳戦に勝利した唯一の存在。結婚後もバカ王子と2人で様々な武勇伝を打ち立てたようである。「バカ王子・結婚編」、「バカ王・ハネムーン編」に登場。
カナ
バカ王子とルナの娘。両親に似て非常に活発で理知的な性格のようで、おとなしく留守番すること自体がありえない。「バカ王・ハネムーン編」に後姿だけ登場。

### 地球人
筒井 雪隆（つつい ゆきたか）
声 - 細谷佳正
将来を有望視されている高校球児。突如、住み着いてきた王子に、いつもおちょくられている。すぐ頭に血が上る性格でその言動や気性の荒さからチンピラ扱いされている。中学高校と野球部所属で、中学時代は補欠ながらも全国優勝経験があり、高校1年でレフトで7番のレギュラーを獲得、2年で5番とクリンナップの一翼を担うまでに成長している。通称「如月高の核弾頭」。「食人鬼編」・「マクバク族サキ王女・ムコ探し編」・「原色戦隊カラーレンジャー・人魚編」以外に登場。アニメでは「食人鬼編」にも登場している。
江戸川 美歩（えどがわ みほ）
声 - 明坂聡美
雪隆の隣の部屋の住人で同級生。科学者の娘。アクティブかつアグレッシヴな性格から騒動に巻き込まれる（というより自ら巻き込まれた）。オカルトや超常現象などの分野に詳しい。「食人鬼編」・「マクバク族サキ王女・ムコ探し編」・「原色戦隊カラーレンジャー・人魚編」以外に登場。
江戸川 蘭蔵（えどがわ らんぞう）
声 - 高塚正也
工学博士。美歩の父。見た目は頑固オヤジだが、バカ王子の悪巧みに自ら手を貸す程度にはノリの良い性格をしている。「バカ王子・地球襲来編」に登場。
悪ガキ4人組
男子中学生の4人組。林間学校の最中、中学の同級生がおなじ学校の何者かに喰われるところを見てしまったがために事件に巻き込まれる。「食人鬼編」に登場。
板倉（いたくら）
声 - 佐々木望
髪は茶髪。本編の主役でモノローグ役も勤める、4人組のリーダー的存在。
東尾（ひがしお）
声 - 興津和幸
髪は長髪。クールで探求心が強い、つきあっている彼女がいる。
野崎（のざき）
声 - 秋吉徹
髪は短髪。臆病で、犯人の影に常におびえている。
山田（やまだ）
声 - 倉富亮
髪は真中分け。
安田（やすだ）
板倉達と同じ学校に通う女子中学生。林間学校の最中に山本の犠牲となる。「食人鬼編」に登場。
アニメ版では「尋ね人」のポスターが出る。フルネームは「安田みさこ」。
安田の親友
声 - 松嵜麗
安田の親友の女子中学生。山本に安田の消息をエサに呼び出されて、捕食される。
アニメ版では「萌」という名称。
谷町（たにまち）
板倉達が通う学校の先生であり、口うるさくて説教が長い典型的な生徒に嫌われている先生。「食人鬼編」に登場。
アニメ版には名称のみで登場しない。
坂本 奄悟（さかもと あんご）
板倉達が慕う、風貌・人脈などがかなり怪しい人物。「食人鬼編」に登場。
夢野 九四郎（ゆめの きゅうしろう）
声 - 木下浩之
YUMENOメンタルクリニックの院長。奄悟が板倉達に紹介した怪しい精神科医。裏の顔は宇宙人・UMA事件の専門探偵。
板倉達に高額な調査費用を提示する。雇っている受付嬢は､精神的に「危ねー女」｡「食人鬼編」に登場。
幹久 今日子（みきひさ きょうこ）
声 - 小林ゆう
身体も戸籍上も女性だが、染色体レベルでは男性（XY）で、ゆえに精神的には完全に男性で幼い頃から女性を好きになってきた。サキ女王と互いに一目惚れし、地球人滅亡の危機を迎えさせる。「マクバク族サキ王女・ムコ探し編」に登場。

#### 原色戦隊カラーレンジャー
バカ王子が暇つぶしに考えた悪ふざけで無理やり結成させられた小学生5人からなる正義のヒーロー戦隊。
腕輪を装備した状態で「○○チャージ」（○○はそれぞれに対応した色）と叫ぶことにより声の大きさに応じた時間だけカラーレンジャーに変身できる。原色戦隊の名前にあるように、それぞれ割り当てられた色ごとに特有の技を使うことができ、レベルが上がる毎に新たな能力が使える様になる。
『RPGツクール』をモチーフとした世界観を構築しているため、基本的には一般的なRPGのシステムを踏襲しているが経験値は存在せず、変身時間に応じてレベルが上がるため変身時間が経験値に相当する。なお、腕輪を装備している時はバカ王子が直接脳に語りかけることができ、逆に王子は装備者の周りの音を聞ける。レベル5くらいから徐々に実戦向な能力を覚えだし、また、それぞれの色が力を合わせることで違う色の力を使うこともできる（例・白と黒で灰色、退廃の力を使える）。
レベル100までは、レベルを1つ上げるのに約30分かかる。レベル100以降はレベルアップの時間が短縮されるかわりに、新しい魔法を覚えるのが10レベルごとになる。高度な魔法ほど唱えにくい。MPの消費量は魔法のレベルと同じで、レベル1の魔法はMPを1消費し、レベル3の魔法ならMPを3消費する。つまりレベル15の戦士はレベル2の魔法を7回、レベル1の魔法なら15回使えることになる。MPはしっかり睡眠をとることで回復する。
「原色戦隊カラーレンジャー編」、「原色戦隊カラーレンジャー・人魚編」に登場。アニメでは「バカ王子・襲来編」、「バカ王子・結婚編」にも登場する。
清水 良樹（しみず よしき）
声 - 金田アキ
青の戦士。水の力。共に空手を習っている横田とは仲がいいが、喧嘩をすることも多い。正直であっけらかんとした性格で、糸井理奈が好きなことを他の4人の前で公言している。作品内では彼が中心的役割で、常にみなの先頭に立つ。
アニメ版では部屋の表札に「YOSIKI」と書かれていることを確認できる。
赤川 太陽（あかがわ たいよう）
声 - 笹島かほる
赤の戦士。炎の力。唯一ヒーローをやることに乗り気な少年。眼鏡の学級委員長で普段は生真面目だが、キレると何をするか分からないタイプ。いつも他の4人から何かとイヤなことを押し付けられるために、リーダーに就任（実際は清水が取り仕切ることが多い）。
横田 国光（よこた くにみつ）
声 - 金谷ヒデユキ
黄の戦士。光の力。清水と一緒に空手を習っており、気の合う喧嘩友達でもある。小学生なのに口ヒゲがあり、その立派な体格や顔、髪型もあいまって非常におっさんっぽいが、好きな女の子の名前は胸に秘めておきたいナイーブな一面も見せる。
百池 治（ももち おさむ）
声 - 大原桃子
白の戦士。癒しの力。プレイボーイで好きな女の子（本人談）が60人以上にのぼる。好みのタイプは「原色戦隊カラーレンジャー・人魚編」に登場した人魚のような性格の女性であるらしい。家は大金持ちで、祖父は5人の通う小学校の理事長。5000万円くらいなら動かせるらしい。
黛 真夜（まゆずみ まよ）
声 - 高倉有加
黒の戦士。闇の力。文化系硬派の知的な少年。非常にマイペースで物事に動じることがなく、5人の中でも少し変わった性格だが、それは状況を考察して仲間を導いたり、不可思議な状況を瞬時に受け入れたりと、良い方向に発揮されることが多い。家では頻繁に変身していたらしく、赤川よりもレベルが高い。

#### 如月高校野球部
雪隆の通う高校の野球部。個性派揃いだがチームワークは非常によい。キャプテンの岩田が「このチームで勝てなければ野球のルールの方がおかしい」と豪語するほどの実力をつけてきているが、地元新聞では控え層が薄いとも云われている。甲子園出場をかけた山形地方予選決勝戦当日、ある事件へと巻き込まれる。「高校野球地区予選編」に登場。
岩田
声 - 名村幸太朗
野球部キャプテン。ポジション・ライト。性格も風貌も豪快かつ野性的で、如月高校「抱かれたくない男」2年連続堂々のナンバーワンだが、美人マネージャーを彼女に持つので本人はまったく気にしていない。「みんなに感謝している」と秘かに涙を流す一面も。実家は硝子店。プロ志望で、希望球団は阪神。
江尻
ポジション・ピッチャー。プロからも注目されているエース。無類の女好きで、女性の視線が集まればその球速は150km/hを超えるらしい。しかし、走り込みが足りないため制球に難があり、後半バテるとも指摘されている。
倉本
声 - 高橋英則
ポジション・キャッチャー。男前だが自称ホモのため、女関係はまじめ。野村に怪しい目線を送る。
所沢
ポジション・ファースト。人がよさそうな顔だが隠し玉が得意。公式試合では使わないらしい。
佐藤
声 - 坂巻学
ポジション・セカンド。座右の銘「可もなく不可もなく」を実践するかのように、地方予選決勝戦まで1つの三振も失策も無い代わりに、打率は2割そこそこ。
金光
声 - 山端零
ポジション・サード。チーム一の技巧派。夜型人間のため色白。冷静でクール。
寺門
ポジション・ショート。野球歴2年だが、驚異的な練習量でレギュラーになった努力の天才。
野村
ポジション・センター。唯一の1年生レギュラーで俊足。可愛らしい顔立ちのため、ヤローの隠れファンが増加し、倉本の視線に怯えている。部室で起こるようになったポルターガイストの原因を独自に調べる過程で、この種の現象にある程度詳しくなった。
藤井
声 - 森谷里美
野球部マネージャー。美人だが、なぜかキャプテン岩田にぞっこん。
田中
野球部の控え選手。甲子園球場で巨人阪神戦を観戦したことがあった。その際、自分の名前のシールをベンチの下に貼り付ける。

### ディスクン星人
宇宙有数の戦闘種族。彼らの手にかかって絶滅した宇宙種族は軽く3桁を越える。しかし種族揃って大の野球狂であるため、地球では野球が見られなくなることを恐れて、同じく野球狂であり仇敵であるエラル星人とも共存し大人しくしており、地球はディスクン星人とエラル星人が共存する唯一の星になっている。見た目は地球人とほとんど変わらず、地球の人間社会に普通に溶け込んで生活しており、雪隆達が住む寮の管理人もディスクン星人である。
坂本 尽八（さかもと じんぱち）
声 - 辻親八
地球のディスクン星人の長を務める老人。野球選手として将来有望な雪隆の情報を詳しく教えてもらう代わりとして王子のドッキリに加担していた。「バカ王子・地球襲来編」に登場。
ラファティ
声 - 秋吉徹
種族でも使える者が少ない"擬似死"をただ一人自由自在に使える青年。王子の仕掛けた盛大なドッキリには「擬死行動を一度やってみたかった」という理由だけで死体役として協力していた。チンピラ風の外見に反して、常識的かつ礼儀正しい性格。いつの間にかクラフト達とも仲良くなっており、いきなりドアを突き破って土足でクラフト達の家に上がりこんでも動揺されなくなっている。「バカ王子・地球襲来編」で王子に殴られたため、前歯は折れて無くなっている（アニメ版では事前に抜いていた）。「バカ王子・地球襲来編」、「高校野球地区予選編」に登場。アニメでは雪隆の代わりに「原色戦隊カラーレンジャー編」にも登場。

### エラル星人
ディスクン星人の仇敵である戦闘種族。ディスクン星人と同じく種族揃って大の野球狂。ディスクン星人に先立って地球に来訪し、野球の盛んな地域の大半をナワバリに収める。ディスクン星人とは地球でもしばしば小競り合いを繰り返すが、他の彼らの抗争から見ると、ありえないほどの極小規模のものであり、「地球人を争いに巻き込まない」という紳士協定すら結んでいる。

### コンウェル星人
本来は地球人とは異なる外見で、着ぐるみを着ることによって地球人に化けている。男が排卵期の女を食べ、体内で受精させて卵を産むという生態系を持つ。このため通常の食欲とは別に女を食べる欲求（『見えない胃袋』と呼ばれる）が本能として備わっており、地球においても時おり女性を捕食している。ただし、捕食してもコンウェル星人同士でなければ体内での受精が出来ず、地球にはごく少数の男のコンウェル星人しかいない上、欲求に対して罪悪感にさいなまれながら暮らしており、夢野は彼らは罪悪感にさいなまれつつもいずれ滅び、地球上にいなくなるだろうと話している。劇中劇である「食人鬼編」のみの登場だが、王子いわく実際に存在する種族とのこと。
山本（やまもと）
声 - 細谷佳正
父親と弟と共に地球に渡って来たコンウェル星人。板倉達と同じ学校に通う。彼が林間学校中に安田を捕食することから「食人鬼編」が始まる。
山本の弟
声 - 吉田聖子
男子小学生。夢野に調査のため尋問を受ける。まだ、捕食はしていないが、小4の時点で女児に傷害沙汰を起している。
コンウェル星人であることに悩み・罪悪感にさいなまれている。

### マクバク族
雌のみで構成され、交配し子供を産むのは女王のみ。同種族の雄は一切存在せず、異種族の雄との交配によって繁殖を行う。このマクバク族と交配した種族の雄は種族全体が繁殖能力を失うこととなり、数世代で必ず滅びる。このため彼女達は「異種喰い」と呼ばれ宇宙の中でも恐れられている存在となっている。婿の選び方は本能に従った一目惚れ。女王も交配を行うのは生涯一度だけであり、交配後はその相手の種族の星に住み着く。
サキ王女
声 - 高梁碧
マクバク族の王女。地球に外交視察という名目で、婿探しにくる。幹久今日子に一目ぼれする。「マクバク族サキ王女・ムコ探し編」に登場。
女王
マクバク族の現女王。巨大な蜂に似た昆虫のような容姿をしている。サキ同様、ヒト型の種族を好きになり交配したという。

### その他の地球外生物
クライブ
ジャクリンS星の流動生物で、優秀な擬態能力をもつ。王子のペットであるが、本来は飼育禁止の生物。「バカ王子・地球襲来編」、「バカ王・ハネムーン編」に登場。
立花先生
声 - 木下紗華
清水たちのクラス担任を受け持つ教師で、実は宇宙人。本来爬虫類の様な姿をしているが、屈光シールドを使うことにより人間に変装している。本職は暗殺者で、腕は一流。依頼があれば赤子も殺すと言われているが、実際には実行する気は全く無く赤子殺しの依頼金は高すぎて誰も払えないほどの額にしている（清水達曰く「悪人しか斬らないタイプ」）。夢は教師になること（実現）と宇宙中を旅行すること。暗殺業についている理由は、宇宙旅行の資金集めにもっともてっとり早いと思ったからである。現在、いっそのこと暗殺業を廃業して本気でこのまま教師を続けようかと思案中。また自分の生徒を娯楽目的で危険な目に遭わせるバカ王子を本気で始末しようかとも考えている。教師としては厳しさはあるが、生徒受けはいいらしい。「原色戦隊カラーレンジャー編」、「原色戦隊カラーレンジャー・人魚編」に登場。
イイダチ王
声 - 名村幸太朗
ゲーム内の城の王。機械。
アパレル姫
声 - 浪川大輔
イイダチ王の娘である王女。その実態は5人のあきれる顔を見たいがために行ったバカ王子の変装。
ルチ将軍
暗黒空軍竜騎士隊長で性格はクソ真面目。アパレル姫を自分の后にしようと目論んでいる。レベルは1,300。
魔王
声 - 吉田聖子
魔王軍のボス。唯一特別に改造した人工知能が使われており、王子の手を離れたゲーム世界で実質的な創造主にあたり、自らを改造することも可能。しかし王子によるゲーム目的のインプットを忘れるプログラムミスのせいで、自らの学習によって非常に善良な性格となってしまい、清水達とも仲良くなる。最終的にはゲームの舞台となった遊戯惑星を機械模型たちの楽園にしたいと考えており、「親（バカ王子）のような人間にならないように」という決意を忘れないように、王子を幼くしたような外見をしている。「原色戦隊カラーレンジャー編」に登場。
ツインテール＝マーメイド
声 - 大原さやか
ウォーキング = フィッシュとも呼ばれるホルン星の人魚。手の指間には水かきがあり、足を人間型・魚型と自在に変化できる能力を持つ。言葉の嘘・本当を音で見抜き、目前で嘘をつかれると本能的に舌で攻撃する性質を持つ。密漁業者達から金稼ぎの道具として利用されそうになるが清水達により助けられ、最後は海へと旅立ち新たなマーメイド仲間と出会いを果たす。また彼女がエピソード冒頭で重役を殺害したことで清水の父親のアメリカ転勤が白紙になったため結果として清水達への恩返しを果たしている。「原色戦隊カラーレンジャー・人魚編」に登場。
革命商社クイーンツ
金を目的とした誘拐屋。商談が失敗に終わると人質を虐殺し形だけの犯行声明をあげる。バカ王とルナ王妃を誘拐するがバカ王の策略にはまり自滅する。「バカ王・ハネムーン編」に登場。
サゾドマ虫
恐ろしく醜悪な見た目をしているが、実は人懐っこく無害な虫。人間に集団で取り付く習性があり、攻撃した相手や逆に嫌がって逃げようとする相手には喜んで余計に取り付こうとする。笑顔でいる人間には寄り付かない。名前や習性がかつてバカ王子が作ろうとして失敗した人工生命体にソックリであり、バカ王とルナ王妃は娘が作り出したのではないかと推理している。「バカ王・ハネムーン編」に登場。

## 舞台
山形
雪隆達の通う高校がある場所であり、クラフト達も地球滞在の際には山形に住んでいる模様。「バカ王子・地球襲来編」・「高校野球地区予選編」・「バカ王子・結婚編」の舞台。
カルバリ星
王子が遊戯専用惑星を買って造り上げた改造惑星。「原色戦隊カラーレンジャー編」に登場。
北海道○×市
「バカ王・ハネムーン編」の舞台。終盤まで地名は伏せられ、異星のように描かれる。

## テレビアニメ
2010年10月23日より開催された「ジャンプスーパーアニメツアー2010」にて、テレビアニメ化が発表され、2011年1月から4月にかけてテレビ東京ほかにて放送された。全13話。
現代を意識した時代設定となっており、原作発表時にはなかった薄型テレビや多機能携帯電話が作中に登場。原作最終話「Honeymoon...!」以外のすべてのエピソードが映像化されている。ナレーションは立木文彦が担当。

### スタッフ
- 原作 - 冨樫義博（「レベルE」集英社ジャンプコミックス）[3]
- 監督 - 加藤敏幸[3]
- シリーズ構成 - 花田十輝[3]
- キャラクターデザイン・総作画監督 - 竹田逸子[3]
- ビジュアルコンセプト・3Dディレクター - ソエジマヤスフミ
- 異星人文明デザイン - 小林武人
- プロップデザイン - 中原れい
- 美術設定 - 青木薫
- 美術監督 - 小濱俊裕
- 色彩設計 - 北沢希実子
- 撮影監督 - 石黒晴嗣
- 3Dモデリング - 平将人、小林武人
- 編集 - 廣瀬清志
- 音響監督 - 高桑一
- 音響効果 - 北方将実
- 音楽 - 梁邦彦
- プロデューサー - 奈良初男、萩野賢、梶田浩司
- アニメーションプロデューサー - 若松剛
- アニメーション制作 - Studioぴえろ×david production[3]
- 製作 - テレビ東京、Studioぴえろ

### 主題歌
オープニングテーマ「コールドフィンガーガール」
歌 - 栗山千明 / 作詞・作曲 - 浅井健一 / 編曲 - PONTIACS
エンディングテーマ「「夢」〜ムゲンノカナタ〜」
歌 - ViViD / 作詞 - シン / 作曲 - 零乃 / 編曲 - ViViD・宅見将典
挿入歌「原色戦隊カラーレンジャーのうた」
作詞 - 加藤敏幸 / 作曲 - 旭純
歌 - 王子（浪川大輔）（第6話使用分）、原色戦隊カラーレンジャー（赤川太陽（笹島かほる）、清水良樹（金田アキ）、横田国光（金谷ヒデユキ）、百地治（大原桃子）、黛真夜（高倉有加）（第7話使用分）
使用話数：第6話、第7話

### 各話リスト
| 話数 | サブタイトル             | 脚本             | 絵コンテ         | 演出             | 作画監督     | エピソード                       |
| ---- | ------------------------ | ---------------- | ---------------- | ---------------- | ------------ | -------------------------------- |
| #01  | An alien on the planet   | 花田十輝         | 加藤敏幸         | 加藤敏幸         | 竹田逸子     | バカ王子・地球襲来編             |
| #02  | Run after the man        | 花田十輝         | 加藤敏幸         | 吉沢俊一         | 小林亮       | バカ王子・地球襲来編             |
| #03  | Risky Game!              | 花田十輝         | 加藤敏幸         | 向井正浩         | 海老原雅夫   | バカ王子・地球襲来編             |
| #04  | From the DARKNESS        | 花田十輝         | ソエジマヤスフミ | ソエジマヤスフミ | 海老原雅夫   | 食人鬼編                         |
| #05  | Here come Color ranger!! | ふでやすかずゆき | 中原れい         | 梅本唯           | 町田真一     | 原色戦隊カラーレンジャー編       |
| #06  | Dancing in the trap!!    | ふでやすかずゆき | きみやしげる     | きみやしげる     | かどともあき | 原色戦隊カラーレンジャー編       |
| #07  | Game over...!?           | ふでやすかずゆき | 光田史亮         | 光田史亮         | 橋本英樹     | 原色戦隊カラーレンジャー編       |
| #08  | You're my darling!       | 鈴木雅詞         | 市村徹夫         | 市村徹夫         | 小林亮       | マクバク族サキ王女・ムコ探し編   |
| #09  | Love me tender           | 鈴木雅詞         | 西本由紀夫       | 西本由紀夫       | 海老原雅夫   | マクバク族サキ王女・ムコ探し編   |
| #10  | Boy meets girl           | ふでやすかずゆき | 大沼心           | 平井義通         | 青野厚司     | 原色戦隊カラーレンジャー・人魚編 |
| #11  | Field of dreams!         | 鈴木雅詞         | 篠原俊哉         | 篠原俊哉         | かどともあき | 高校野球地区予選編               |
| #12  | Half moon...!            | 花田十輝         | 島津裕行         | 津田尚克         | かどともあき | バカ王子・結婚編                 |
| #13  | Full moon...!            | 花田十輝         | 加藤敏幸         | 加藤敏幸         | 小林亮       | バカ王子・結婚編                 |

### 放送局
| 放送地域   | 放送局       | 放送期間                | 放送日時                                      | 系列           |
| ---------- | ------------ | ----------------------- | --------------------------------------------- | -------------- |
| 関東広域圏 | テレビ東京   | 2011年1月11日 - 4月5日  | 月曜 1時30分 - 2時00分                        | テレビ東京系列 |
| 愛知県     | テレビ愛知   | 2011年1月13日 - 4月7日  | 水曜 1時58分 - 2時28分                        | テレビ東京系列 |
| 大阪府     | テレビ大阪   | 2011年1月15日 - 4月9日  | 金曜 2時35分 - 3時05分                        | テレビ東京系列 |
| 日本全域   | AT-X         | 2011年1月17日 - 4月11日 | 月曜 11時00分 - 11時30分 （リピート放送あり） | CS放送         |
| 滋賀県     | びわ湖放送   | 2011年1月22日 - 4月23日 | 金曜 2時00分 - 2時30分                        | 独立UHF局      |
| 鹿児島県   | 鹿児島テレビ | 2011年3月11日 - 6月4日  | 木曜 2時10分 - 2時40分                        | フジテレビ系列 |

### キャッチコピー
- 「現在､地球には、数百種類の異星人が行き交い生活している｡気づいていないのは地球人だけなのだ—」
- 「地球はその男に、二度襲われる。」
- 「探してみてください、あなたの周りの宇宙人—」
- 「ヤツは必ずその少し斜め上をいく！」

## 社会的影響
三省堂の辞書編集委員の調査により、「予想を覆す」「想定範囲を超える」といった意味で使用される「斜め上」という表現は本作が初出とされている。「斜め上」の語は『三省堂国語辞典』で第8版（2022年）より収録され、補足として本作の名前も掲載されている。